# Pietro Rava
Pietro Rava (Cassine, 21 gennaio 1916 – Torino, 5 novembre 2006) è stato un calciatore e allenatore di calcio italiano, di ruolo terzino sinistro metodista.
Cresciuto nel settore giovanile della Juventus, debuttò con la prima squadra bianconera nel 1935, militando nel club per quindici stagioni fino a diventarne capitano e ottenendo uno scudetto (1949-1950) e due Coppe Italia (1937-1938 e 1941-1942). All'esperienza juventina inframezzò un passaggio all'Alessandria nella stagione 1946-1947, per poi concludere la propria attività agonistica col Novara nel 1952.
Con la nazionale italiana vinse il torneo olimpico di Berlino 1936 e il titolo mondiale di Francia 1938, divenendo con Sergio Bertoni, Alfredo Foni e Ugo Locatelli uno degli unici quattro calciatori italiani ad aver conquistato entrambi gli allori.
Definito dall'allora commissario tecnico della squadra azzurra, Vittorio Pozzo, «il più potente terzino del mondo», è ricordato per aver formato col già citato Foni una delle più celebri coppie difensive espresse dalla Juventus e, più in generale, dal calcio italiano nella sua storia.

## Biografia
Nacque a Cassine da una famiglia trasferitasi temporaneamente nel paese dell'Alessandrino per gli impegni lavorativi del padre, un funzionario delle ferrovie originario di Magliano Alfieri. Cresciuto a Torino, nel quartiere Crocetta, si diplomò geometra all'Istituto Germano Sommeiller e, dimostrato un precoce talento per il calcio, entrò adolescente nelle giovanili della Juventus. La sua carriera decollò rapidamente: come studente appartenente ai Gruppi Universitari Fascisti (iscritto alla Facoltà di Economia, non sostenne alcun esame) fu convocato ai Giochi Olimpici del 1936, in cui l'Italia vinse la medaglia d'oro.
Militò per quasi tutta la sua carriera nella Juventus, fatta eccezione per due brevi parentesi nell'Alessandria e nel Novara; con la nazionale vinse la Coppa del Mondo nel 1938. Dei torinesi, coi quali vinse uno scudetto e due Coppe Italia, è ricordato tra i calciatori più rappresentativi, malgrado una «convivenza calcistica tra società e giocatore non sempre agevole»: Gianni Agnelli parlò di lui come di «un simbolo della Juventus e uno degli uomini che ha fatto la storia bianconera», e nel 2010 fu tra i cinquanta giocatori scelti dai tifosi per essere inseriti nel Cammino delle stelle presente all'interno dello Juventus Stadium.
Durante la Seconda guerra mondiale partecipò volontariamente alla Campagna di Russia come ufficiale. Ricordò nel 2003, in un'intervista alla Repubblica: «avevo perso degli amici in combattimento, pensai che dovevo fare qualcosa anch'io. Ma dopo sei mesi in Ucraina approfittai di una licenza per tornare in Italia. Dalla guerra uscii rovinato». Dopo il conflitto giocò ancora per diversi anni; chiusa la carriera nel 1952, allenò varie formazioni gestendo contemporaneamente a Torino un negozio di articoli sportivi con l'amico ed ex compagno di squadra Carlo Parola. «Timido e riservato», si ritirò infine a vita privata, «con il rammarico di essere stato talvolta dimenticato», «trovando nella pesca il suo grande passatempo»; negli anni 1960 divenne titolare di una scuola guida a Rivoli. Nel 2003 fu insignito del titolo di Commendatore all'Ordine al merito della Repubblica italiana.
Colpito nel 1998 da un infarto, ebbe il fisico debilitato negli ultimi anni della sua vita dalla malattia di Alzheimer; morì all'Ospedale Martini di Torino nel 2006, a novant'anni, non essendosi ripreso da un intervento al femore che si era reso necessario dopo una caduta. Lasciò la moglie Gianna e una figlia, Carla. All'epoca della scomparsa era l'ultimo calciatore in vita tra coloro che avevano vinto il Mondiale nel 1938; nel 2015 gli furono intitolati i giardini pubblici di via Piobesi, a Torino.
Rava è stato sepolto nel Cimitero Parco di Torino. La città di Torino gli ha intitolato, il 18 giugno 2015, un'area verde con giochi in zona Lingotto.

## Caratteristiche tecniche

### Giocatore

Un colpo di testa di Rava

Descritto da Carlo Felice Chiesa «fisicamente prestante, forte di testa, capace di colpire con entrambi i piedi, abile nell'anticipo» era un terzino «asciutto nel gesto, spiccio nelle entrate, agile nelle incursioni offensive ma sempre con la sbrigatività dell'interdittore di vocazione». Ettore Berra ha paragonato nel 1938, sul Calcio Illustrato, lo «slancio» di Rava a quello di Umberto Caligaris: le sue entrate erano spettacolari («affronta l'avversario impetuosamente con quella sua irrompente foga così bella e suggestiva»), il tiro potente («la gamba si distende nel rinvio per raggiungere la massima potenza di tiro») e frequentemente si concedeva incursioni offensive «passando in tromba i mediani e giungendo fino al settore avanzato». Lo stesso Berra ha evidenziato le differenze col compagno di reparto Foni, il cui stile di gioco era «più compassato, più controllato»: a suo giudizio, «le doti dei due giuocatori si completavano a vicenda».
Un'altra descrizione è fornita dal giornalista Alberto Fasano: «colpiva benissimo la palla ed entrava in mischia come doveva fare un terzino avanzato, con energia molto vicina alla truculenza. Saltava molto bene di testa e non aveva paura di nulla e di nessuno. La sua compostezza stilistica era addirittura superiore a quella di Caligaris e di Allemandi, suoi predecessori in azzurro». Giulio Nascimbeni ricordava le sue violente rovesciate, paragonate dai cronisti dell'epoca a «grandi cucchiaiate nell'aria».
Di se stesso disse: «ero un giocatore potente, mancino, in campo non mi sono mai tirato indietro». L'aneddotica lo ricorda anche come protagonista di alcuni episodi di rissa, come quelli avvenuti in un derby del 1946 e in una gara del 1947 contro l'Inter, in cui colpì con un pugno indirizzato a Benito Lorenzi (reo di aver rivolto uno sputo a Boniperti) un incolpevole Quaresima.

### Allenatore
Ha scritto di Rava La Stampa nel 1958: «allenatore coscienzioso e scrupolosissimo [...] non cerca innovazioni avventate per sbalordire. Ha insegnato ai calciatori che gli sono stati affidati uno dei concetti-base che egli stesso ha ricevuto da grandi allenatori del passato, al tempo dei suoi campionati in maglia juventina: quello della costante preoccupazione difensiva». Il Monza da lui guidato nella stagione 1955-1956 si distinse per «il suo contropiede» considerato «un numero di attrazione per praticità, rapidità, modernità».

## Carriera

### Giocatore

#### Club

##### 1935-1946: la prima esperienza alla Juventus

Rava (al centro) nello spogliatorio bianconero tra gli anni 1930 e 1940

Fasano ricordò il giovane Rava muovere i primi passi sul campo del Dopolavoro Ferroviario di corso Parigi, a Torino; per il talento che dimostrava, nelle gare tra i ragazzi della Crocetta «la squadra che non lo aveva tra le proprie fila aveva diritto a schierare un giocatore in più». Segnalato all'allenatore delle giovanili della Juventus Armano, fu tesserato e affidato alla Virtus, una società affiliata.
Dapprima ala sinistra e poi mediano, una volta rientrato alla Juventus l'allenatore bianconero Virginio Rosetta ne intuì il potenziale come terzino sinistro; in tale ruolò esordì in Serie A il 3 novembre 1935, in Fiorentina-Juventus 1-1. Nella Juventus del post-Quinquennio, impoverita dalla scomparsa di Edoardo Agnelli e da varie cessioni, la difesa che Rava andò a formare col più esperto Foni rappresentò un significativo punto di forza: la stagione 1937-1938 si chiuse con la vittoria della Coppa Italia. La coppia di terzini fu convocata anche in azzurro, e conobbe la propria consacrazione con la vittoria nel campionato del Mondo del 1938.
Dopo il Mondiale, essendosi visto rifiutare un aumento di stipendio dalla dirigenza della Juventus, Rava attuò uno sciopero; nel corso del campionato 1938-1939 fornì intenzionalmente prestazioni non sufficienti e, quando gli fu richiesto dal vice presidente bianconero Giovanni Mazzonis maggior impegno nell'intervallo di una gara contro il Modena, il terzino rispose «Giochi lei». Rava finì così per diverse settimane ai margini della squadra che, privata della sua «difesa d'acciaio», non andò oltre un ottavo posto finale. È ricordato come il primo calciatore ad aver scioperato per ragioni d'ingaggio. Ricordò in merito all'episodio: «volevo essere considerato fra i titolari, cioè professionista, da anni mi dedicavo al calcio con tutto me stesso; avevo cominciato da piccolino, proprio con la Juventus, mio solo amore, perché quei dirigenti non potevano accontentarmi? Così, a Modena, decisi di fare sciopero e incrociai le braccia; non mi vergogno di averlo fatto. Erano tempi difficili e, per noi calciatori, poteva esserci la gloria, non la ricchezza».

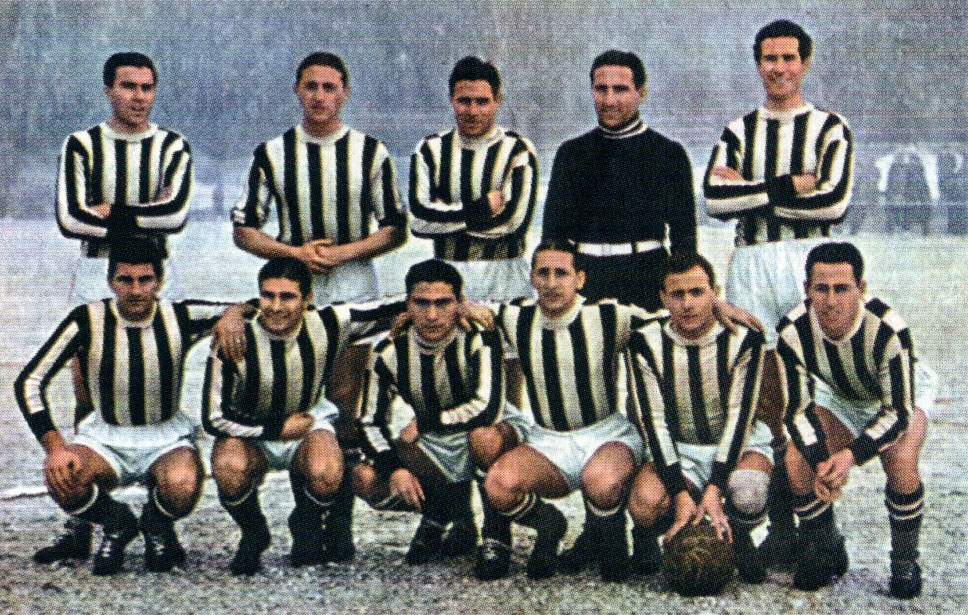
Rava (in piedi, secondo da sinistra) nella Juventus dell'annata 1940-1941

La situazione si risolse attraverso la mediazione della Federazione, che prese atto della marcia indietro di Rava («ha implicitamente riconfermata la propria devozione e il proprio attaccamento alla società») e riconobbe alla Juventus le ragioni di carattere economico. Il terzino fu reintegrato tra i titolari e segnò il suo primo gol in carriera nella stagione 1939-1940, su rigore, il 31 dicembre 1939 al Venezia; contribuì poi alla vittoria di una seconda Coppa Italia nel 1941-1942. La partenza da volontario per l'Unione Sovietica limitò in parte la sua partecipazione ai campionati disputati in tempo di guerra.

##### 1946-1952: Alessandria, ritorno in bianconero e Novara
Quando nel 1946 la Juventus manifestò l'intenzione di sostituirlo col più giovane Oscar Vicich, Rava scelse di abbandonare la Juventus per quella che definì «una specie di ripicca». Riportò all'epoca La Stampa: «i rapporti tra il calciatore "nazionale" e la sua società d'origine si erano tanto tesi in questi ultimi tempi che il trasferimento era proprio inevitabile»: passò dunque per quattro milioni di lire all'Alessandria, neopromossa in A. Scelto come capitano, si ritagliò un ruolo di primo piano: ha scritto Pozzo che «la compagine» faceva «perno su un solo grande nome, quello di Rava». La squadra ottenne la salvezza e il terzino la convocazione in nazionale, destando peraltro l'attenzione di varie squadre metropolitane: «vivamente desideroso di ritornare alla sua società d'origine», si riunì alla Juventus nell'estate 1947. All'Alessandria andarono circa 14 milioni di lire.

Rava all'Alessandria nella stagione 1946-1947, assieme al capitano bianconero Carlo Parola.

La seconda esperienza di Rava in bianconero ebbe il suo apice nel «magnifico campionato» disputato nel 1948-1949 e si fece poi più travagliata nella stagione successiva a causa del cattivo rapporto con l'allenatore Jesse Carver: nel 1949 il difensore fu privato della fascia di capitano e nel 1950 fu inserito in lista di trasferimento con un anno di anticipo sulla scadenza del contratto. L'unico scudetto della sua carriera fu vinto, per queste ragioni, da comprimario; in questo periodo di conflitto con la società tenne a dichiarare: «Qualsiasi cosa accada mi sentirò sempre juventino. Ho i colori bianconeri nel sangue». Avendo giocato oltre 300 gare ufficiali con la Juventus, risulta 29º nella classifica dei calciatori più presenti in maglia bianconera.
Richiesto dal Milan, fu dirottato al Novara per non rinforzare il diretto concorrente dei bianconeri. Gli azzurri lo schierarono anche al centro della mediana; giunto a Novara fuori forma, si allenò e giocò con regolarità nella stagione 1950-1951 («Rava è una colonna della difesa. Fa piazza pulita in area con i suoi rimandi di settanta metri e la precisione con cui colpisce il pallone indica il giocatore in perfetta efficienza»), per poi passare alla guida delle formazioni giovanili.

#### Nazionale
A meno di un anno dall'esordio in A, il diciannovenne Rava fu convocato per le Olimpiadi di Berlino del 1936; espulso dall'arbitro Karl Weingärtner nel corso della prima partita contro gli Stati Uniti («è il primo giocatore, nella storia della Nazionale italiana, a lasciare il campo anzitempo per decisione dell'arbitro»), non fu squalificato e restò titolare fino alla vittoriosa finale contro l'Austria. La coppia con Foni, definita dalle cronache «la migliore del torneo» per aver contribuito «pienamente alla conquista del titolo olimpico», finì nei mesi successivi per sostituire stabilmente tra i titolari quella formata da Allemandi e Monzeglio.
Convocato per i Mondiali del 1938, Rava definì le quattro partite disputate «memorabili». Dichiarò nel 1999, in un'intervista alla Gazzetta dello Sport: «la partita che non dimentico è Italia-Brasile, il 16 giugno 1938. Era un giovedì, e si giocava alle tre di pomeriggio allo Stadio Municipale di Marsiglia, in Francia. Semifinale della Coppa del Mondo, ma sapevamo che la vera finale era quella partita lì. [...Pozzo] a noi giocatori dava del lei: "Lei, Piero, difenda su Lopes". [...] Nel secondo tempo segnò Colaussi, poi Meazza su rigore, e il Brasile fece gol a pochi minuti dalla fine. Ma il bello è che fu più festa sugli spalti che non in campo». Parlò poi della finale contro l'Ungheria del 19 giugno come di «un 4-2 indimenticabile». Rava fu tra i protagonisti della vittoria: cronisti inglesi scrissero che «lo sbarramento dei terzini italiani era solido come la rocca d'Inghilterra» e il cronista francese Jean Eskenazi lo inserì nella formazione ideale del torneo. Ricordò alla Repubblica: «Mussolini ci regalò una pergamena e ottomila lire, mi comprai una Topolino».
Nel 1940 «l'Italia entrò in guerra, avevo 24 anni, avevo vinto già tutto, ma la mia carriera fu troncata, persi sei anni». Alla ripresa dell'attività internazionale disputò un'unica partita da titolare in azzurro, il 1º dicembre 1946, a Milano (Italia-Austria 3-2); è l'ultimo calciatore dell'Alessandria ad aver indossato la maglia della nazionale maggiore nel periodo della militanza in grigio; particolarmente discussa fu, nel maggio 1948, la sua esclusione dai titolari a favore del giovane Alberto Eliani in occasione di un'amichevole persa per 0-4 contro l'Inghilterra, a Torino.
Di trenta gare disputate in nazionale, ne perse solamente una. In due occasioni vestì la fascia di capitano.

### Allenatore
Dopo una breve esperienza nelle giovanili del Novara, Rava debuttò alla guida di una prima squadra col Padova, in Serie B, nella stagione 1952-1953. Esonerato a metà campionato per i risultati negativi ottenuti fino a quel momento, venne immediatamente ingaggiato dalla Carrarese, in IV Serie, e ottenne con la squadra gialloazzurra la promozione in Serie C; questo successo ridestò le attenzioni del Padova, che gli affidò nuovamente la panchina all'inizio del campionato 1953-1954 per poi allontanarlo in modo definitivo nel marzo 1954, con la squadra a rischio-retrocessione; gli subentrò Nereo Rocco.
Nella stagione 1954-1955 ripartì dalla IV Serie, chiamato a campionato in corso dal Cuneo per sostituire Ugo Amoretti; pur in un campionato al di sotto delle aspettative della dirigenza biancorossa, l'esperienza fu considerata positiva e gli valse un nuovo interessamento di una formazione cadetta, il Simmenthal Monza. La squadra brianzola si mise in luce come la rivelazione della stagione 1955-1956 e s'inserì nella lotta per la promozione in A con una squadra dall'età media relativamente bassa e con un'efficace tattica di contropiede.
Nel 1956-1957 Rava fu ingaggiato dalla Sampdoria, nel massimo campionato. L'esperienza fu ricordata dallo stesso allenatore come «l'anno più bello»: «i giocatori mi volevano bene, ma ebbi problemi con il presidente. Era innamorato di Firmani, un indolente che non si allenava [...]. Io preferivo Tortul, e dovetti andare via». Rifiutando di «subire imposizioni in merito alle formazioni», fu esonerato a poche giornate dalla fine, con la squadra blucerchiata sesta in classifica, e rimpiazzato da Amoretti.
Dopo due brevi esperienze in B col Palermo e Monza, tra il 1959 e il 1961 condusse al Centro Tecnico di Coverciano come istruttore i corsi riservati ai tecnici professionisti, lavorando anche col commissario tecnico Giovanni Ferrari alla guida della nazionale maggiore. Ritornò a guidare una prima squadra nel 1961, quando fu ingaggiato dall'Alessandria in B; dopo un primo campionato positivo, nel secondo fu sostituito ai due terzi di torneo da Angelo Franzosi. Al termine di un'effimera esperienza al timone della Biellese, in C si allontanò dal mondo del calcio.

## Statistiche

### Presenze e reti nei club
| Stagione        | Squadra         | Campionato      | Campionato | Campionato | Coppe nazionali | Coppe nazionali | Coppe nazionali | Coppe continentali | Coppe continentali | Coppe continentali | Totale | Totale |
| Stagione        | Squadra         | Comp            | Pres       | Reti       | Comp            | Pres            | Reti            | Comp               | Pres               | Reti               | Pres   | Reti   |
| --------------- | --------------- | --------------- | ---------- | ---------- | --------------- | --------------- | --------------- | ------------------ | ------------------ | ------------------ | ------ | ------ |
| 1935-1936       | Juventus        | A               | 7          | 0          | CI              | 1               | 0               | -                  | -                  | -                  | 8      | 0      |
| 1936-1937       | Juventus        | A               | 30         | 0          | CI              | 2               | 0               | -                  | -                  | -                  | 32     | 0      |
| 1937-1938       | Juventus        | A               | 30         | 0          | CI              | 6               | 0               | CEC                | 6                  | 0                  | 42     | 0      |
| 1938-1939       | Juventus        | A               | 12         | 0          | -               | -               | -               | -                  | -                  | -                  | 12     | 0      |
| 1939-1940       | Juventus        | A               | 28         | 1          | CI              | 4               | 0               | -                  | -                  | -                  | 32     | 1      |
| 1940-1941       | Juventus        | A               | 30         | 1          | CI              | 2               | 1               | -                  | -                  | -                  | 32     | 2      |
| 1941-1942       | Juventus        | A               | 30         | 1          | CI              | 6               | 0               | -                  | -                  | -                  | 36     | 1      |
| 1942-1943       | Juventus        | A               | 13         | 0          | -               | -               | -               | -                  | -                  | -                  | 13     | 0      |
| 1944            | Juventus        | AI              | 14         | 1          | -               | -               | -               | -                  | -                  | -                  | 14     | 1      |
| 1945-1946       | Juventus        | DN              | 36         | 7          | -               | -               | -               | -                  | -                  | -                  | 36     | 7      |
| 1946-1947       | Alessandria     | A               | 38         | 5          | -               | -               | -               | -                  | -                  | -                  | 38     | 5      |
| 1947-1948       | Juventus        | A               | 29         | 3          | -               | -               | -               | -                  | -                  | -                  | 29     | 3      |
| 1948-1949       | Juventus        | A               | 38         | 0          | -               | -               | -               | -                  | -                  | -                  | 38     | 0      |
| 1949-1950       | Juventus        | A               | 6          | 0          | -               | -               | -               | -                  | -                  | -                  | 6      | 0      |
| Totale Juventus | Totale Juventus | Totale Juventus | 303        | 14         |                 | 21              | 1               |                    | 6                  | 0                  | 330    | 15     |
| 1950-1951       | Novara          | A               | 22         | 1          | -               | -               | -               | -                  | -                  | -                  | 22     | 1      |
| 1951-1952       | Novara          | A               | 3          | 0          | -               | -               | -               | -                  | -                  | -                  | 3      | 0      |
| Totale Novara   | Totale Novara   | Totale Novara   | 25         | 1          |                 | -               | -               |                    | -                  | -                  | 25     | 1      |
| Totale carriera | Totale carriera | Totale carriera | 366        | 20         |                 | 21              | 1               |                    | 6                  | 0                  | 393    | 21     |

### Cronologia presenze e reti in nazionale
| Cronologia completa delle presenze e delle reti in nazionale ― Italia | Cronologia completa delle presenze e delle reti in nazionale ― Italia | Cronologia completa delle presenze e delle reti in nazionale ― Italia | Cronologia completa delle presenze e delle reti in nazionale ― Italia | Cronologia completa delle presenze e delle reti in nazionale ― Italia | Cronologia completa delle presenze e delle reti in nazionale ― Italia | Cronologia completa delle presenze e delle reti in nazionale ― Italia | Cronologia completa delle presenze e delle reti in nazionale ― Italia |
| Data                                                                  | Città                                                                 | In casa                                                               | Risultato                                                             | Ospiti                                                                | Competizione                                                          | Reti                                                                  | Note                                                                  |
| --------------------------------------------------------------------- | --------------------------------------------------------------------- | --------------------------------------------------------------------- | --------------------------------------------------------------------- | --------------------------------------------------------------------- | --------------------------------------------------------------------- | --------------------------------------------------------------------- | --------------------------------------------------------------------- |
| 3-8-1936                                                              | Berlino                                                               | Stati Uniti                                                           | 0 – 1                                                                 | Italia                                                                | Olimpiadi 1936 - Ottavi di finale                                     | -                                                                     |                                                                       |
| 7-8-1936                                                              | Berlino                                                               | Giappone                                                              | 0 – 8                                                                 | Italia                                                                | Olimpiadi 1936 - Quarti di finale                                     | -                                                                     |                                                                       |
| 10-8-1936                                                             | Berlino                                                               | Norvegia                                                              | 1 – 2 dts                                                             | Italia                                                                | Olimpiadi 1936 - Semifinale                                           | -                                                                     |                                                                       |
| 15-8-1936                                                             | Berlino                                                               | Austria                                                               | 1 – 2 dts                                                             | Italia                                                                | Olimpiadi 1936 - Finale                                               | -                                                                     | 1º titolo olimpico                                                    |
| 25-4-1937                                                             | Torino                                                                | Italia                                                                | 2 – 0                                                                 | Ungheria                                                              | Coppa Internazionale 1936-1938                                        | -                                                                     |                                                                       |
| 23-5-1937                                                             | Praga                                                                 | Cecoslovacchia                                                        | 0 – 1                                                                 | Italia                                                                | Coppa Internazionale 1936-1938                                        | -                                                                     |                                                                       |
| 27-5-1937                                                             | Oslo                                                                  | Norvegia                                                              | 1 – 3                                                                 | Italia                                                                | Amichevole                                                            | -                                                                     |                                                                       |
| 31-10-1937                                                            | Ginevra                                                               | Svizzera                                                              | 2 – 2                                                                 | Italia                                                                | Coppa Internazionale 1936-1938                                        | -                                                                     |                                                                       |
| 5-12-1937                                                             | Parigi                                                                | Francia                                                               | 0 – 0                                                                 | Italia                                                                | Amichevole                                                            | -                                                                     |                                                                       |
| 15-5-1938                                                             | Milano                                                                | Italia                                                                | 6 – 1                                                                 | Belgio                                                                | Amichevole                                                            | -                                                                     |                                                                       |
| 22-5-1938                                                             | Genova                                                                | Italia                                                                | 4 – 0                                                                 | Jugoslavia                                                            | Amichevole                                                            | -                                                                     |                                                                       |
| 5-6-1938                                                              | Marsiglia                                                             | Norvegia                                                              | 1 – 2 dts                                                             | Italia                                                                | Mondiali 1938 - Ottavi di finale                                      | -                                                                     |                                                                       |
| 12-6-1938                                                             | Parigi                                                                | Francia                                                               | 1 – 3                                                                 | Italia                                                                | Mondiali 1938 - Quarti di finale                                      | -                                                                     |                                                                       |
| 16-6-1938                                                             | Marsiglia                                                             | Brasile                                                               | 1 – 2                                                                 | Italia                                                                | Mondiali 1938 - Semifinale                                            | -                                                                     |                                                                       |
| 19-6-1938                                                             | Parigi                                                                | Ungheria                                                              | 2 – 4                                                                 | Italia                                                                | Mondiali 1938 - Finale                                                | -                                                                     | 2º titolo mondiale                                                    |
| 20-11-1938                                                            | Bologna                                                               | Italia                                                                | 2 – 0                                                                 | Svizzera                                                              | Amichevole                                                            | -                                                                     |                                                                       |
| 4-12-1938                                                             | Napoli                                                                | Italia                                                                | 1 – 0                                                                 | Francia                                                               | Amichevole                                                            | -                                                                     |                                                                       |
| 26-3-1939                                                             | Firenze                                                               | Italia                                                                | 3 – 2                                                                 | Germania                                                              | Amichevole                                                            | -                                                                     |                                                                       |
| 13-5-1939                                                             | Milano                                                                | Italia                                                                | 2 – 2                                                                 | Inghilterra                                                           | Amichevole                                                            | -                                                                     |                                                                       |
| 4-6-1939                                                              | Belgrado                                                              | Jugoslavia                                                            | 1 – 2                                                                 | Italia                                                                | Amichevole                                                            | -                                                                     |                                                                       |
| 8-6-1939                                                              | Budapest                                                              | Ungheria                                                              | 1 – 3                                                                 | Italia                                                                | Amichevole                                                            | -                                                                     |                                                                       |
| 11-6-1939                                                             | Bucarest                                                              | Romania                                                               | 0 – 1                                                                 | Italia                                                                | Amichevole                                                            | -                                                                     |                                                                       |
| 20-7-1939                                                             | Helsinki                                                              | Finlandia                                                             | 2 – 3                                                                 | Italia                                                                | Amichevole                                                            | -                                                                     |                                                                       |
| 12-11-1939                                                            | Zurigo                                                                | Svizzera                                                              | 3 – 1                                                                 | Italia                                                                | Amichevole                                                            | -                                                                     | Cap.                                                                  |
| 3-3-1940                                                              | Torino                                                                | Italia                                                                | 1 – 1                                                                 | Svizzera                                                              | Amichevole                                                            | -                                                                     |                                                                       |
| 5-5-1940                                                              | Milano                                                                | Italia                                                                | 3 – 2                                                                 | Germania                                                              | Amichevole                                                            | -                                                                     |                                                                       |
| 1-12-1940                                                             | Genova                                                                | Italia                                                                | 1 – 1                                                                 | Ungheria                                                              | Amichevole                                                            | -                                                                     |                                                                       |
| 5-4-1942                                                              | Genova                                                                | Italia                                                                | 4 – 0                                                                 | Croazia                                                               | Amichevole                                                            | -                                                                     | Cap.                                                                  |
| 19-4-1942                                                             | Milano                                                                | Italia                                                                | 4 – 0                                                                 | Spagna                                                                | Amichevole                                                            | -                                                                     |                                                                       |
| 1-12-1946                                                             | Milano                                                                | Italia                                                                | 3 – 2                                                                 | Austria                                                               | Amichevole                                                            | -                                                                     |                                                                       |
| Totale                                                                |                                                                       | Presenze (83º posto)                                                  | 30                                                                    |                                                                       | Reti                                                                  | 0                                                                     |                                                                       |

### Statistiche da allenatore
| Stagione                | Squadra                 | Campionato              | Campionato | Campionato | Campionato | Campionato | Coppe nazionali | Coppe nazionali | Coppe nazionali | Coppe nazionali | Coppe nazionali | Totale | Totale | Totale | Totale | Vittorie % |
| Stagione                | Squadra                 | Comp                    | G          | V          | N          | P          | Comp            | G               | V               | N               | P               | G      | V      | N      | P      | %          |
| ----------------------- | ----------------------- | ----------------------- | ---------- | ---------- | ---------- | ---------- | --------------- | --------------- | --------------- | --------------- | --------------- | ------ | ------ | ------ | ------ | ---------- |
| set.-dic. 1952          | Padova                  | B                       | 14         | 3          | 3          | 8          | -               | -               | -               | -               | -               | 14     | 3      | 3      | 8      | 21,43      |
| gen.-lug. 1953          | Carrarese               | IV                      | ?          | ?          | ?          | ?          | -               | -               | -               | -               | -               | ?      | ?      | ?      | ?      | ?          |
| 1953-mar. 1954          | Padova                  | B                       | 23         | 4          | 9          | 10         | -               | -               | -               | -               | -               | 23     | 4      | 9      | 10     | 17,39      |
| Totale Padova           | Totale Padova           | Totale Padova           | 37         | 7          | 12         | 18         | -               | -               | -               | -               | -               | 37     | 7      | 12     | 18     | 18,92      |
| nov. 1954-1955          | Cuneo                   | IV                      | 27         | 10         | 5          | 12         | -               | -               | -               | -               | -               | 27     | 10     | 5      | 12     | 37,04      |
| 1955-1956               | Simmenthal-Monza        | B                       | 34         | 17         | 9          | 8          | -               | -               | -               | -               | -               | 34     | 17     | 9      | 8      | 50         |
| 1956-mag. 1957          | Sampdoria               | A                       | 30         | 10         | 11         | 9          | -               | -               | -               | -               | -               | 30     | 10     | 11     | 9      | 33,33      |
| set.-nov. 1957          | Palermo                 | B                       | 8          | 2          | 4          | 2          | -               | -               | -               | -               | -               | 8      | 2      | 4      | 2      | 25         |
| 1958-apr. 1959          | Simmenthal-Monza        | B                       | 32         | 11         | 10         | 11         | CI              | 3               | 3               | 0               | 0               | 35     | 14     | 10     | 11     | 40         |
| Totale Simmenthal-Monza | Totale Simmenthal-Monza | Totale Simmenthal-Monza | 66         | 28         | 19         | 19         | -               | 3               | 3               | 0               | 0               | 69     | 31     | 19     | 19     | 44,92      |
| 1961-1962               | Alessandria             | B                       | 38         | 13         | 10         | 15         | CI              | 1               | 0               | 1               | 0               | 39     | 13     | 11     | 15     | 33,33      |
| 1962-apr. 1963          | Alessandria             | B                       | 30         | 7          | 10         | 13         | CI              | 1               | 0               | 0               | 1               | 31     | 7      | 10     | 14     | 22,58      |
| Totale Alessandria      | Totale Alessandria      | Totale Alessandria      | 68         | 20         | 20         | 28         | -               | 2               | 0               | 1               | 1               | 70     | 20     | 21     | 29     | 28,57      |
| 1963-gen. 1964          | Biellese                | C                       | 15         | 5          | 5          | 5          | -               | -               | -               | -               | -               | 15     | 5      | 5      | 5      | 33,33      |
| Totale carriera         | Totale carriera         | Totale carriera         | 251+       | 82+        | 76+        | 93+        | -               | 5               | 3               | 1               | 1               | 256+   | 87+    | 77+    | 94+    | 33,98      |

## Palmarès

### Giocatore

#### Club
- Coppa Italia: 2

Juventus: 1937-1938, 1941-1942
- Campionato italiano: 1

Juventus: 1949-1950

#### Nazionale
- Oro olimpico: 1

Berlino 1936
- Campionato mondiale: 1

Francia 1938

#### Individuale
- All-Star Team del mondiale: 1[50]

Francia 1938